# Zalaszentgrót

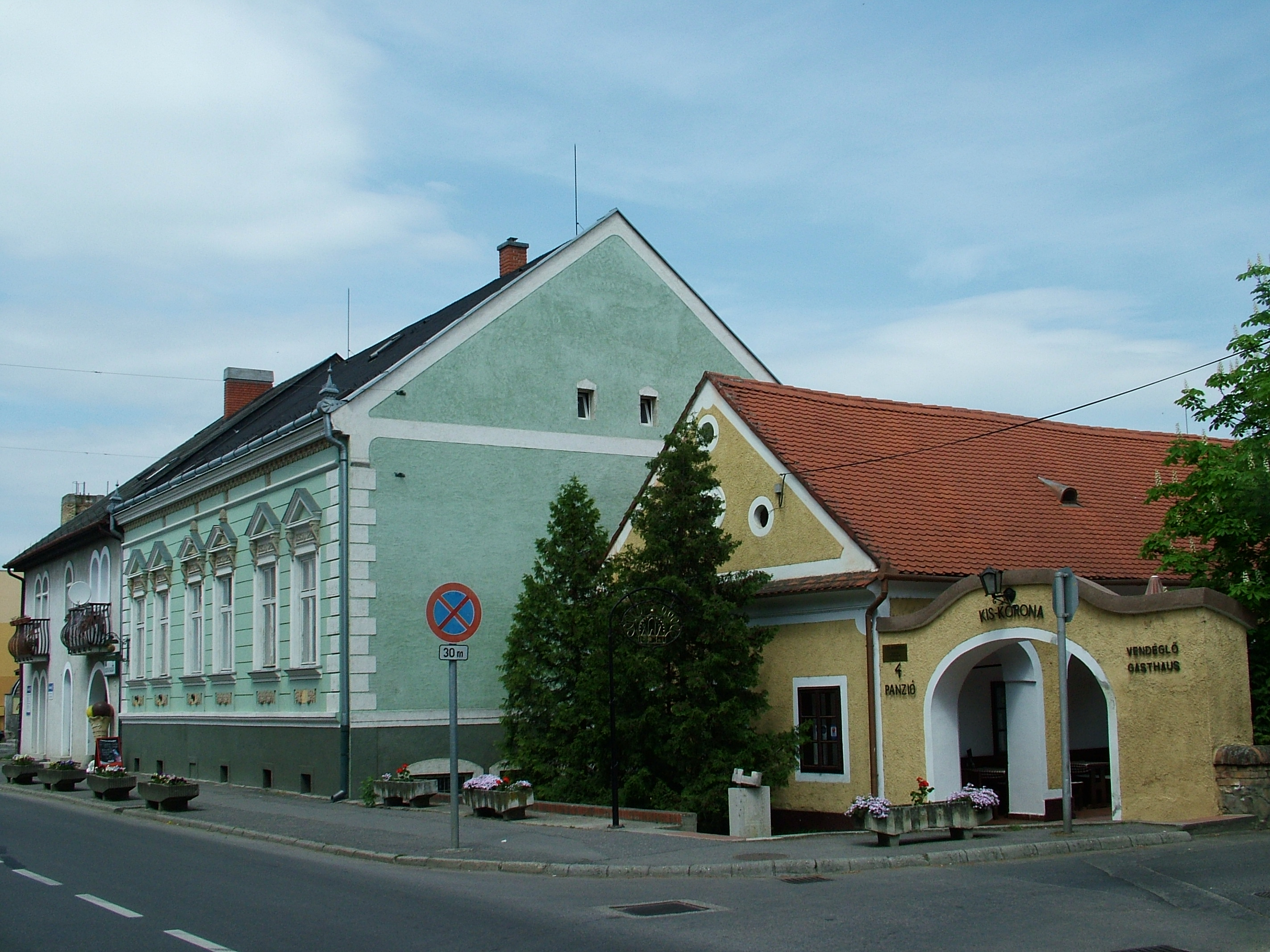
Zalaszentgrót, belvárosi utcarészlet

Zalaszentgrót Zala vármegye északkeleti részén, a Zala folyó völgyében elhelyezkedő város, a Zalai-dombságban, a Zalaapáti-hát területén, a Zalaszentgróti járás központja. A településhez tartozik Kisszentgrót, Tüskeszentpéter, Csáford, Zalakoppány, Zalaudvarnok és Aranyod településrész. A városban polgárőrség működik.

## Nevének eredete
A Földrajzi nevek etimológiai szótára szerint a település neve Szent Geroldra, a város templomának védőszentjére, valamint a Zala folyóra utal. Első írásos említése 1247-ből való – de csak egy 1483-ból származó másolatból ismert – ZentGyrolth alakban.
Más források, így Zalaszentgrót honlapja is a Szentgrót (Gyrolt, Gerold stb.) nevet Szent Gellért nevével azonosítják, és ennek alapján azt feltételezik, hogy a város neve közvetlenül a Gellért szentté avatását követő évekből, tehát a 11. század végéről származik.

## Földrajza
Zalaszentgrót Közép-Európában, a Kárpát-medencében, Magyarország nyugati vármegyéje, Zala északkeleti részén, a róla elnevezett járásban fekszik. A Zala folyó völgyében elhelyezkedő város közigazgatási területe a Zalai-dombság három kistáját, a Zalaapáti-hátat, az Alsó-Zala-völgyet és a Zalavári-hátat is érinti. 

### Vízrajza
Vizeit a Zala gyűjti össze, s vezeti a Kis-Balatonon keresztül a Balatonba. Patakjait számos helyen halastóvá duzzasztották, illetve a téglagyártás alapanyag-szükséglete miatt az évek során több bányató is létrejött.
Jelentősebb vízfolyásai:
- Zala
- Csáfordi-patak
- Dötki-patak
- Nádas-patak
- Zalaszentgróti-patak

## Története
A településhez tartozó Csáfordon jelentős rézkori leleteket találtak. A Zalaszentgrót területén folyó régészeti ásatások során kelta leletekre bukkantak, ám valószínűleg állandó kelta település nem volt itt.
A római időkből sok lelet származik a város területéről, amely okot ad arra a feltételezésre, hogy itt lehetett a Savariától 30, Mogetianától pedig 25 mérföldre lévő Maestriana település.
A honfoglalást követően a környék a Türje nemzetséghez tartozott.
Az 1299-ben már felépült vár és környéke rendkívül sokszor váltott gazdát az elkövetkező évszázadokban. Mai részét képezheti Csornokháza középkori település is.
Az 1550-es évektől egyre több török támadást vert vissza a helyi vár, amelyet Kanizsa 1600-as eleste után végvárrá alakítottak át, mely később a Rákóczi-szabadságharc egyik fontos színhelye lett. A várat 1710-ben vettek be a császári csapatok és később le is rombolták.
A 18. században kezdett fellendülni a település gazdasága: iparosok, kézművesek települtek ide. Akkori birtokosa, gróf Batthyány Ferenc rendelete alapján több utca, új híd épült, megindult a környező mocsarak lecsapolása. 1830-ban mezővárosi rangra emelkedett, 1854-ben saját jegyzőséget kapott. 1867-ben posta, 1883-ban távírda épült, illetve megindult a helyi kórház építése is. 1887-ben vált járási székhellyé, ahova 1892-ben érkezett meg az első vonat Türje felől, majd 1895-ben már Balatonszentgyörgy községgel is vasúti összeköttetésben állt. 1896-ban óvoda létesült, illetve bevezették a telefont a településre.
A sok áldozatot követelő első világháborút követően épült ki a nagyközség élelmiszeripara: gyümölcsfeldolgozó, tejüzem létesült itt. Az első világháború alatt, a szentgróti járás főszolgabírája, köztiszteletben álló boldogfai Farkas Kálmán (1880-1944), erélyesen lépett fel a helyi árdrágítók ellen, akik erősen visszaéltek az első világháború alatt kialakult helyzettel. A második világháború ismét súlyos terhet jelentett, 262 fő polgári áldozat volt, köztük sok zsidó, akiket koncentrációs táborokba hurcoltak.
A második világháború idején lengyelek százai kerültek a községbe, ahol szeretetet, második családot, barátokat találtak. Ugyanis 1939-1945 között itt nagy lengyel menekülttábor működött. Egykori lakói közül többen a községben találtak feleséget, vagy éppen férjet. Emiatt a község gyakori vendége volt id. Antall József menekültügyi kormánybiztos, a későbbi miniszterelnök édesapja, dr. Beresztóczy Miklós prelátus, Serédi Jusztinián bíboros-hercegprímás titkára, valamint a budapesti Lengyel Intézet vezetői – prof. dr. Zbigniew Załęski és Zdzisław Antoniewicz, valamint Angelo Rotta érsek, pápai nuncius. A menekülttábor parancsnoka régi vágású katonatiszt, Hajdú István százados volt. Mindketten meggyőződéses kisgazdák és nagy lengyelbarátok voltak.
A II. világháborút követő időszakban komoly fellendülés indult útjára. A helyi élelmiszeripar nagymértékben fejlődött. 1950-ben Kisszentgrótot, majd 1963-ban Aranyodot és Tüskeszentpétert a településhez csatolták. 1978 végén, amikor az addig Veszprém megyéhez tartozó Keszthelyt és a Keszthelyi járást Zala megyéhez csatolták, a Zalaszentgróti járást a Keszthelyibe olvasztották. Végül 1984-ben Csáford, Tekenye, Zalaudvarnok és Zalakoppány beolvasztása mellett várossá, egyben városkörnyéki központtá alakult a település, de vonzáskörzete valamivel kisebb lett a korábbi járásnál. A helyiek szívesen emlegetik Zalaszentgrótot a "századik magyar városként", aminek annyi alapja van, hogy 1984. január 1-jén tizenkét település egyidejű várossá nyilvánításával a magyar városok száma 97-ről 109-re nőtt, tehát e tucatnyi település mindegyike a "századiknak" tekintheti magát.
A rendszerváltást követően a gazdasága jelentősen átalakult, megszűnt a helyi tégla- és sajtgyár, építőipari szövetkezet, és még több munkahely, ellenben megnyílt egy éticsiga-feldolgozó, mely révén nemzetközi hírnévre tett szert Zalaszentgrót. Újjáépült a belváros, renoválták a városi emlékeket, majd 2001-ben termálfürdő nyitotta meg kapuit, mely 2005-ben egy fedett fürdővel bővült. 2002 óta működik a településen a Coca-Cola Magyarország Kft. által épített, és tulajdonában álló NaturAqua ásványvízpalackozó üzem.
A 2010-es önkormányzati választás napján az 1984 óta Zalaszentgróthoz tartozó Tekenye ismét önálló községgé alakult.

## Közélete

### Polgármesterei
- 1990–1994: Dr. Csécs Csaba (független)[12]
- 1994–1998: Császár József (KDNP-MDF-FKgP-Fidesz)[13]
- 1998–2002: Császár József (Fidesz-FKgP-MDF-MKDSZ)[14]
- 2002–2006: Császár József (Fidesz-MDF-MKDSZ)[15]
- 2006–2010: Császár József (független)[16]
- 2010–2014: Baracskai József (MSZP)[17]
- 2014–2019: Baracskai József (Szentgrót Most)[18]
- 2019–2024: Baracskai József (Szentgrót Most)[19]
- 2024– : Baracskai József (Szentgrót Most)[1]

## Kultúra

### Oktatás

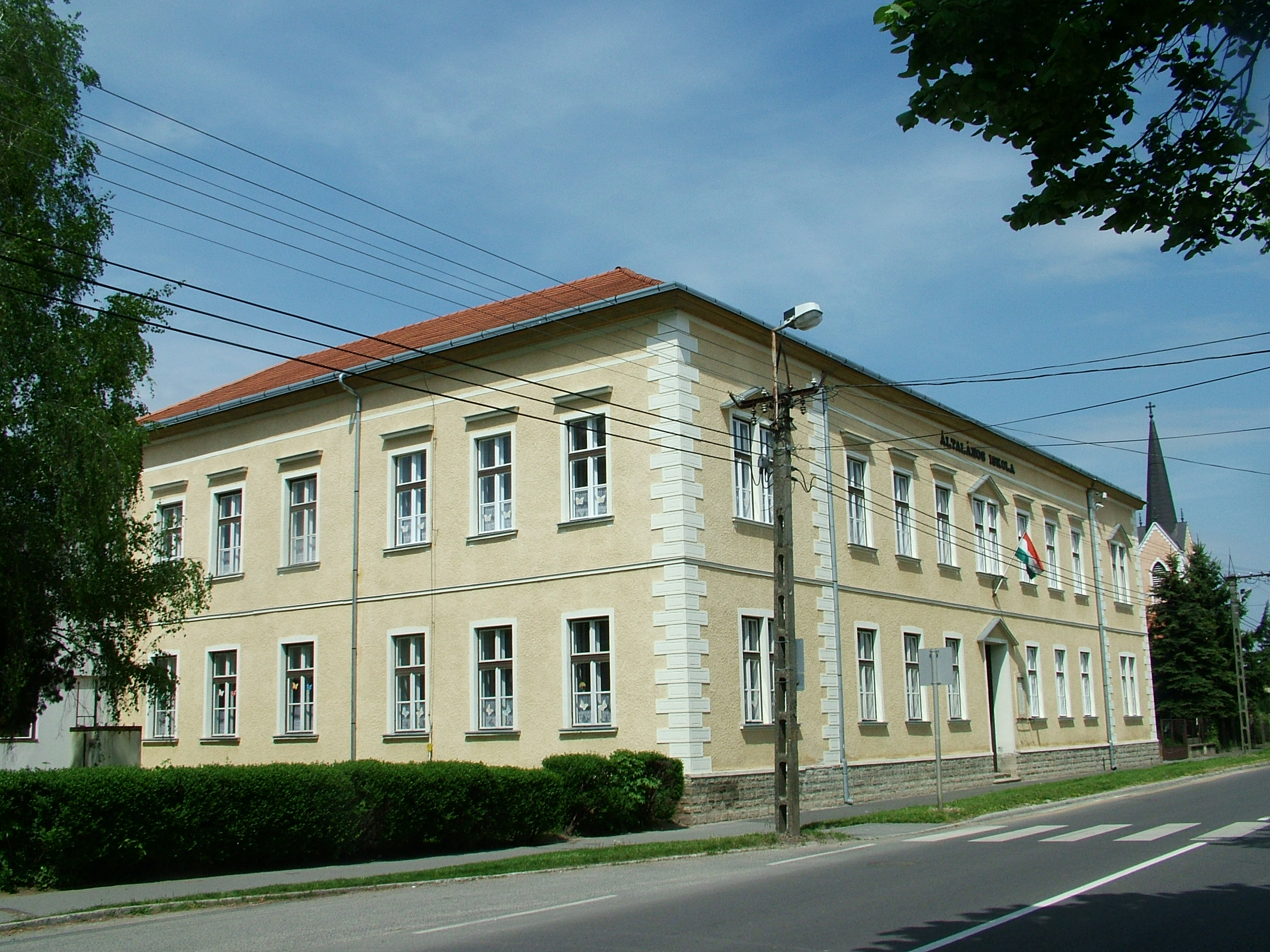
Csányi–Zrínyi Általános Iskola (a Zrínyi Általános Iskola régi szárnya). Háttérben az evangélikus templom.

Ahogy országszerte, úgy Zalaszentgróton is egyre kevesebb a gyermek, egyre kevesebb a diák. A város önkormányzatának döntése értelmében ezért a 2004/2005-ös tanévben a Csányi László és a Zrínyi Miklós Általános Iskolát összevonták. A város és környezete általános iskolásai így jelenleg a Deák Ferenc Általános Iskola, Gimnázium, és Alapfokú Művészeti Iskolában tanulhatnak.
Gimnáziumi és szakiskolai képzés az Asbóth Sándor Térségi Középiskola, Szakiskola és Kollégium Béri Balogh Ádám Tagintézményében folyt a 2011/2012-es tanév végéig . A korábban különálló iskola pár éve lett a keszthelyi központú intézmény része lett, de önkormányzati határozat alapján a 2012/2013-as tanévtől be integrálták a Deák Ferenc Általános Iskola, Gimnázium, és Alapfokú Művészeti Iskolába.
A Batthyány-kastélyban 1950 óta gyógypedagógiai intézmény működik, 1995 tavaszától Koncz Dezső Óvoda, Általános Iskola, Diákotthon, Különleges Gyermekotthon és Készségfejlesztő Speciális Szakiskola Zalaszentgrót néven.
A zalaszentgróti Erkel Ferenc Zeneiskola az 1966/67-es tanévtől működött önálló zeneiskolaként 2012-ig, amíg szintén be nem integrálták a Deák Ferenc Általános Iskola, Gimnázium, és Alapfokú Művészeti Iskolába. Zala megyében – Nagykanizsa és Zalaegerszeg után – ez volt a harmadik zeneiskola. Ezen kívül művészeti képzés még a Városi Művelődési Központ Könyvtár és Alapfokú Művészeti Iskolában folyik.

### Tánc
Zalaszentgróton régóta élénk táncélet zajlik. Legismertebb az 1982-ben alakult Szentgrót Táncegyüttes, de egyre nagyobb elismertséget szerzett az Avisura Táncegyüttes is feloszlásáig. Az utánpótlást a Kisbojtár és a Százszorszép gyermek néptánccsoportok nevelik ki, de Bad Girls és Broadway néven modern tánccsoportok is működnek. A Kisbojtár néptánccsoporttal táncol a Cinege néptánccsoport is. A Kisbojtár tagjai 13-17 évesek a Cinege néptánccsoport tagjai 12-14 évesek. Közös táncaik: Palatkai táncok és Kalocsai (lassú, friss) táncok.

### Képzőművészet
A csáfordi szőlőhegyben található Villa Negra épülete nyaranta festők és szobrászok alkotótáborának ad otthont.
A művelődési házban rendszeresek a kiállítások, amelyekhez gyakran kulturális és sportnapok, illetve közel negyven éve Tárlat Kupa néven neves sakkverseny is kötődik.

## Egészségügy
A város és kistérségének ellátását a zalaszentgróti Egészségügyi Központ végzi. Az intézmény huszonegy szakrendeléssel és heti kétszáz szakórával várja a környék lakosait.
A városban ezen kívül háziorvosi rendelők, két fogászati magánrendelés és két gyógyszertár működik.

## Közlekedés

### Vasút
Rövid szárnyvonal köti össze a Boba–Bajánsenye-vasútvonalban fekvő Zalabér–Batyk vasútállomással, azonban a vonalon 2007. március 4. óta nincs személyszállítás. A vasútvonal Balatonszentgyörgy felé tartó vonalszakaszát 1974-ben zárták be.
Érdekesség, hogy a várost érintette volna az 1847-ben tervezett Sopron-Kőszeg-Szombathely-Rum-Zalaszentgrót-Nagykanizsa vasútvonal, melynek állomása a Május 1. utcában lett volna.

### Közút
Zalaszentgrót az ország közúti hálózatában is periferiális szerepet játszik. Fontosabb útjai egyike a 7336-os út, amely Keszthely északi agglomerációjából vezet idáig, Zalaszentlászlón keresztül. A Zala nyugati partján fekvő Aranyod városrészét, illetve az ott elhelyezkedő, korábban hozzá csatolt Zalakoppány falut pedig a Zalaapátitól Zalacsányon át Zalabérig húzódó 7352-es út köti össze egymással és más távolabbi településekkel. A 7352-es út innen északnak továbbhaladva Zalabérnél torkollik a Sümeg és Zalaegerszeg között húzódó 7328-as útba, amelyen a város összeköttetésben áll a megyeszékhellyel. A Zalaszentgrót-Zalaegerszeg közti utazás másik kézenfekvő alternatívája: Zalacsányig a 7352-esen és onnan tovább a 76-os főúton. Türjével (és azon keresztül Sümeggel) a 7353-as út köti össze a várost.
Zala vármegye más városaihoz viszonyítva autóbuszjáratokkal való ellátottsága kevésbé fejlett, ám így is jóval az országos átlag felett van. Viszonylag kevés elővárosi járat mellett elsősorban Zalaegerszeg, Keszthely és Sümeg felé járnak helyközi buszok, ám távolabbi településekkel is (mint Budapest, Győr, Szombathely vagy Tapolca) van összeköttetése. A településmagtól távol fekvő, csatolt településrészekre helyközi járatok járnak a városban működő buszállomásról.
Az eredeti tervek szerint érintette volna a 87-es főút, melyet Lövőtől, a 84-es útból kiágazva Sopronhorpács irányában Kőszegig, onnan Szombathely, Rum, Mikosszéplak, Zalaszentgrót, Karmacs, Hévíz érintésével Keszthelyig építették volna ki, de erre megfelelő mennyiségű pénz nem gyűlt össze, mivel Ausztria kizárólag a Bécs és a Balaton közti legrövidebb összeköttetést, azaz a 84-es főutat támogatta anyagilag.

## Sport
A településen 1920-ban alapították a Zalaszentgróti Spartacust, amely 1994 óta Zalaszentgróti VFC néven működik. Legnagyobb sikerei idejében NB III-as volt, jelenleg a megyei I. osztályban játszanak, ahol a 2012–2013-as szezonban az első helyen, a 2013–2014-es szezonban a 3. helyen végeztek Rózsa László edző vezetése mellett. A városrészek futballcsapatai közül a Zalakoppány SE és a Zalaudvarnoki SK korábban a megyei III. osztály Keleti csoportban szerepeltek.
A város sportegyesületei közé tartozik a 2002-ben alakult Zalaszentgróti Shotokan Karate-Do Egyesület, mely fennállása óta több nemzetközi és nemzeti korosztályos bajnokságon sikeresen szerepelt. Versenyzői között több ob, EK, vb győztes és dobogós van. 2004 óta folyamatos szervezői az A.J.K.A.-I Szövetség Archiválva 2021. február 4-i dátummal a Wayback Machine-ben nyári nemzetközi instruktori táborának. 2007-ben az Egyesület megkapta Zala Megyei Közgyűlésétől Zala Megye Ifjúsági Sportjáért Nívódíjat.
A városban működő legmagasabb osztályban szereplő sport klub a Zalaszentgróti Teke Klub, melyet 1994-ben alapítottak. Jelenleg a teke NB I Nyugati csoportjában játszik. Az első csapat négy sávos pálya híján Andráshidán játssza hazai mérkőzéseit. A csapat meccseinek eredménye és a tabellán elfoglalt helye a tekesport.hu honlapon Archiválva 2016. október 25-i dátummal a Wayback Machine-ben érhető el. A klub tartalék csapata a teke NB III Nyugati csoportjában játszik. Emellett a klub szentgróti pályáján rendeznek városkörnyéki bajnokságot ahol a klub játékosai és a sport kedvelői összemérhetik tudásukat.
A Zalaszentgróti Fitness Klub 1997-től biztosít sportolási lehetőséget a fitnesz és a testépítés helyi kedvelőinek. Az egyesület fennállásának 20. évfordulója alkalmából 150 növény ültetésével megújította az edzőteremnek otthont adó vasútállomás mellett található 6600 m2-es Béke liget növényállományát az általuk 2014-ben alapított "Az Én Fám – az Én Városom – gyermekeinknek – gyermekeinkért" elnevezésű program keretében.

## Népesség
A település népességének változása:
| Lakosok száma | 6634 | 6575 | 6263 | 6004 | 5957 | 5775 | 5704 |
|               | 2013 | 2014 | 2018 | 2021 | 2022 | 2023 | 2024 |

A 2011-es népszámlálás idején a nemzetiségi megoszlás a következő volt: magyar 95,4%, cigány 1,93%, német 1,56%. 61,2% római katolikusnak, 1,05% reformátusnak, 1,1% evangélikusnak, 11,6% felekezeten kívülinek vallotta magát (23,6% nem nyilatkozott).
2022-ben a lakosság 90,4%-a vallotta magát magyarnak, 2,4% németnek, 1,2% cigánynak, 0,2% ukránnak,0,1-0,1% szerbnek, örménynek, bolgárnak és szlovénnek, 2,3% egyéb, nem hazai nemzetiségűnek (8,2% nem nyilatkozott; a kettős identitások miatt a végösszeg nagyobb lehet 100%-nál). Vallásuk szerint 45,9% volt római katolikus, 1,1% református, 0,9% evangélikus, 0,2% görög katolikus, 0,1% izraelita, 0,1% ortodox, 1,3% egyéb keresztény, 1,7% egyéb katolikus, 12% felekezeten kívüli (36,7% nem válaszolt).

## Nevezetességei

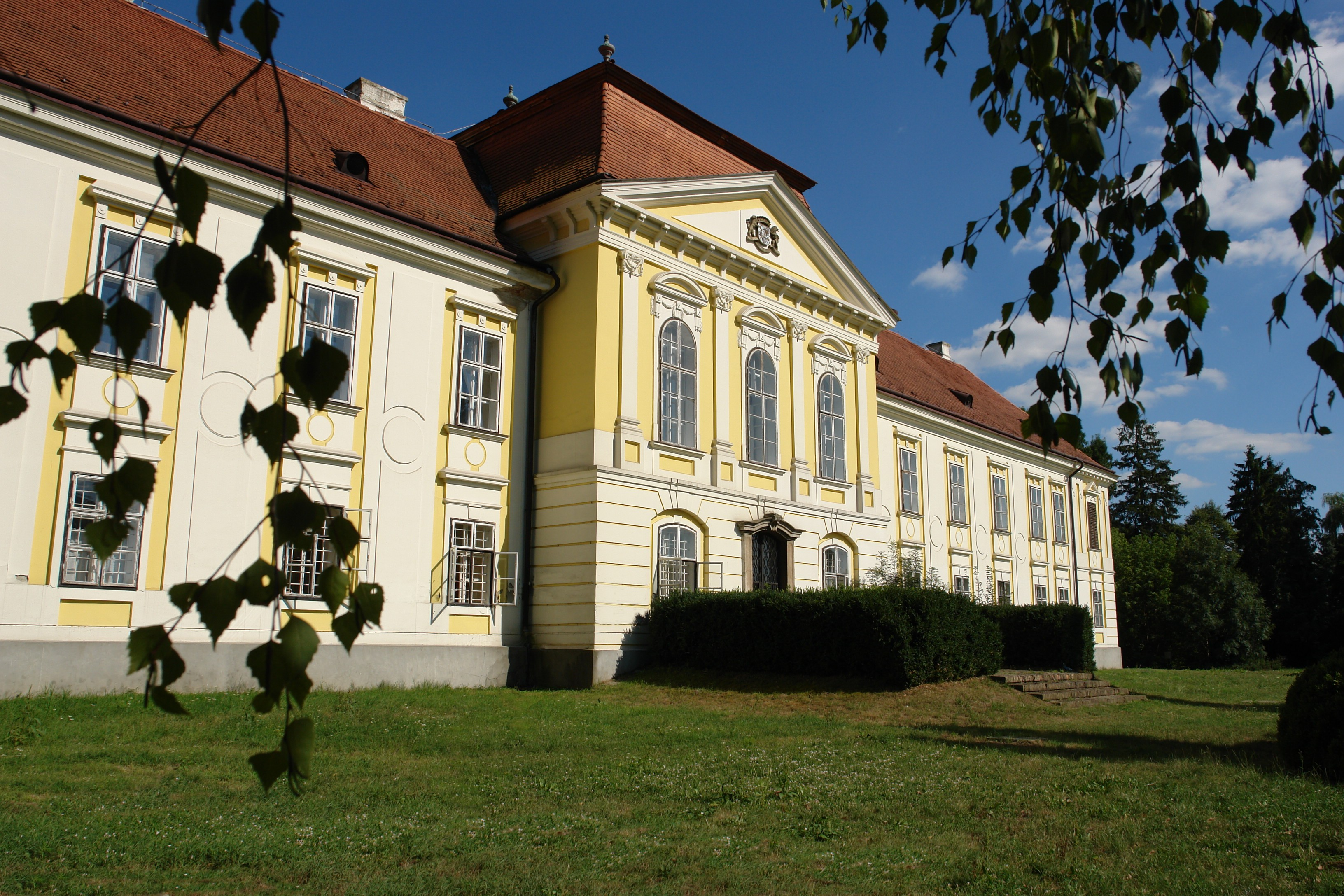
Batthyány-kastély

- Batthyány-kastély és védett parkja (1787, késő barokk, copf stílusú)
- Kiskastély
- Szent Imre-templom (1758, barokk stílusban), benne:
  - Szentgróti Madonna (1490-es évekből való gótikus faszobor)
  - védett Pieta-festmény
- Romtorony (volt ferences templom a 14. századból)
- Kőhíd (1846)
- Történelmi emlékmű
- Szent Gróth Termálfürdő és Szabadidőközpont
- éticsiga feldolgozó
- Bem József szobra, Túri Török Tibor alkotása

## Képek

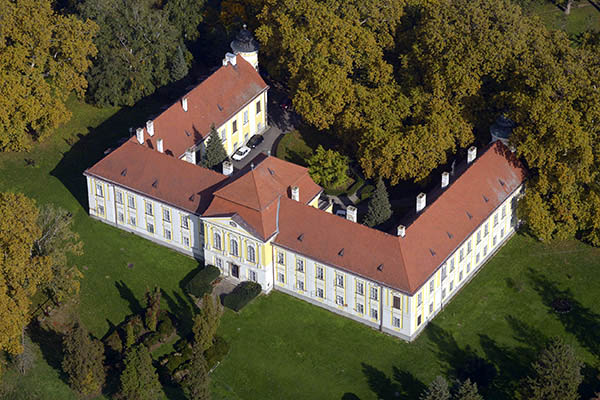
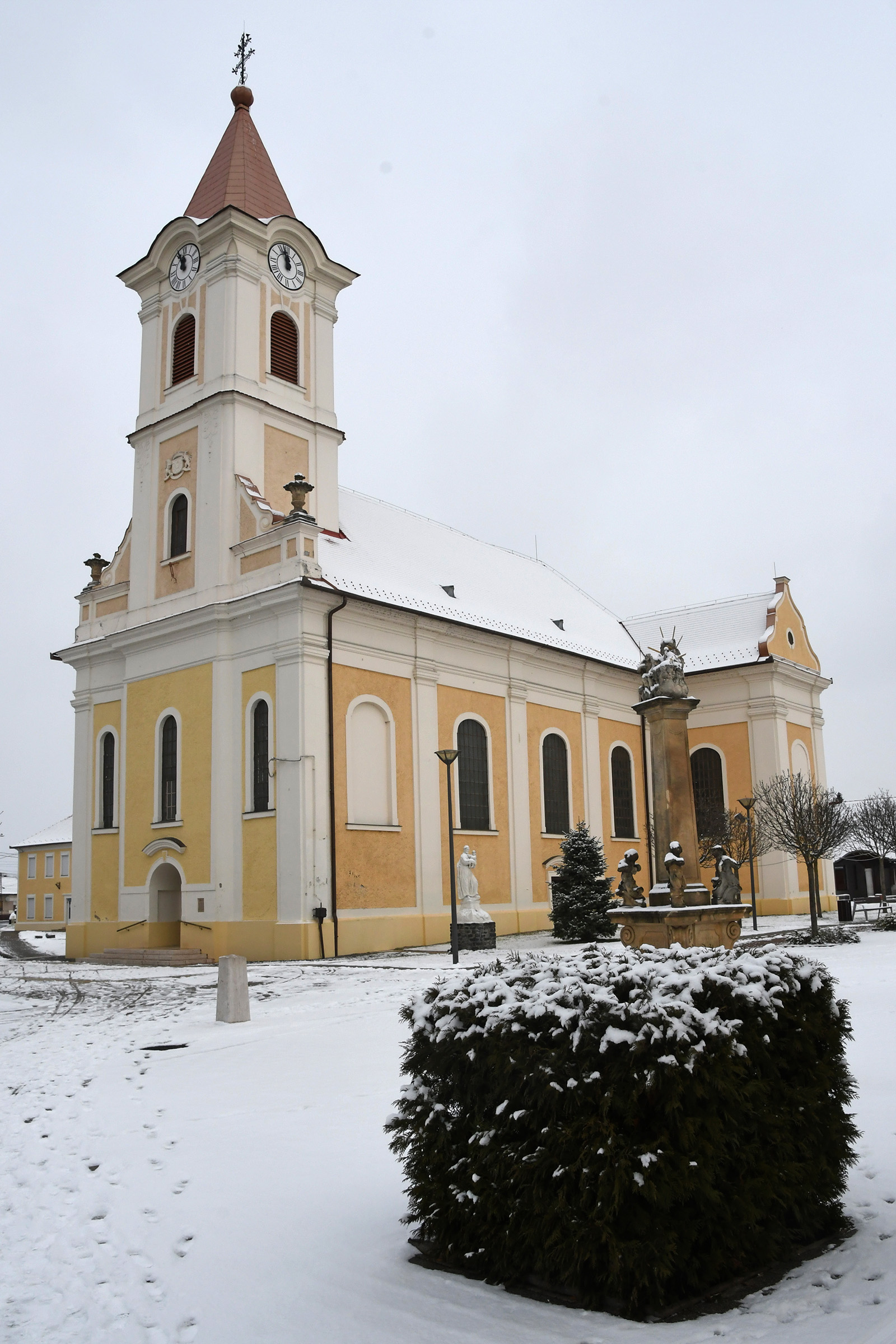
Római katolikus templom
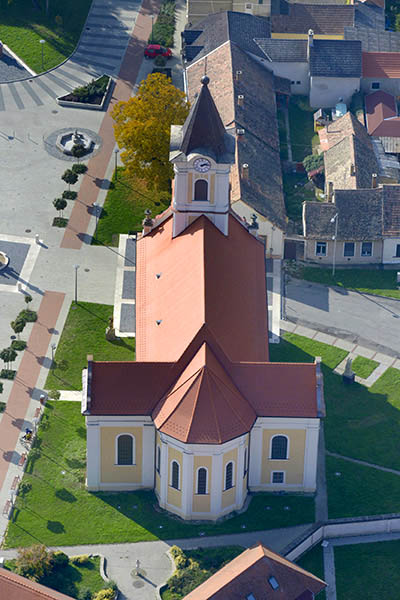
A római katolikus templom a magasból
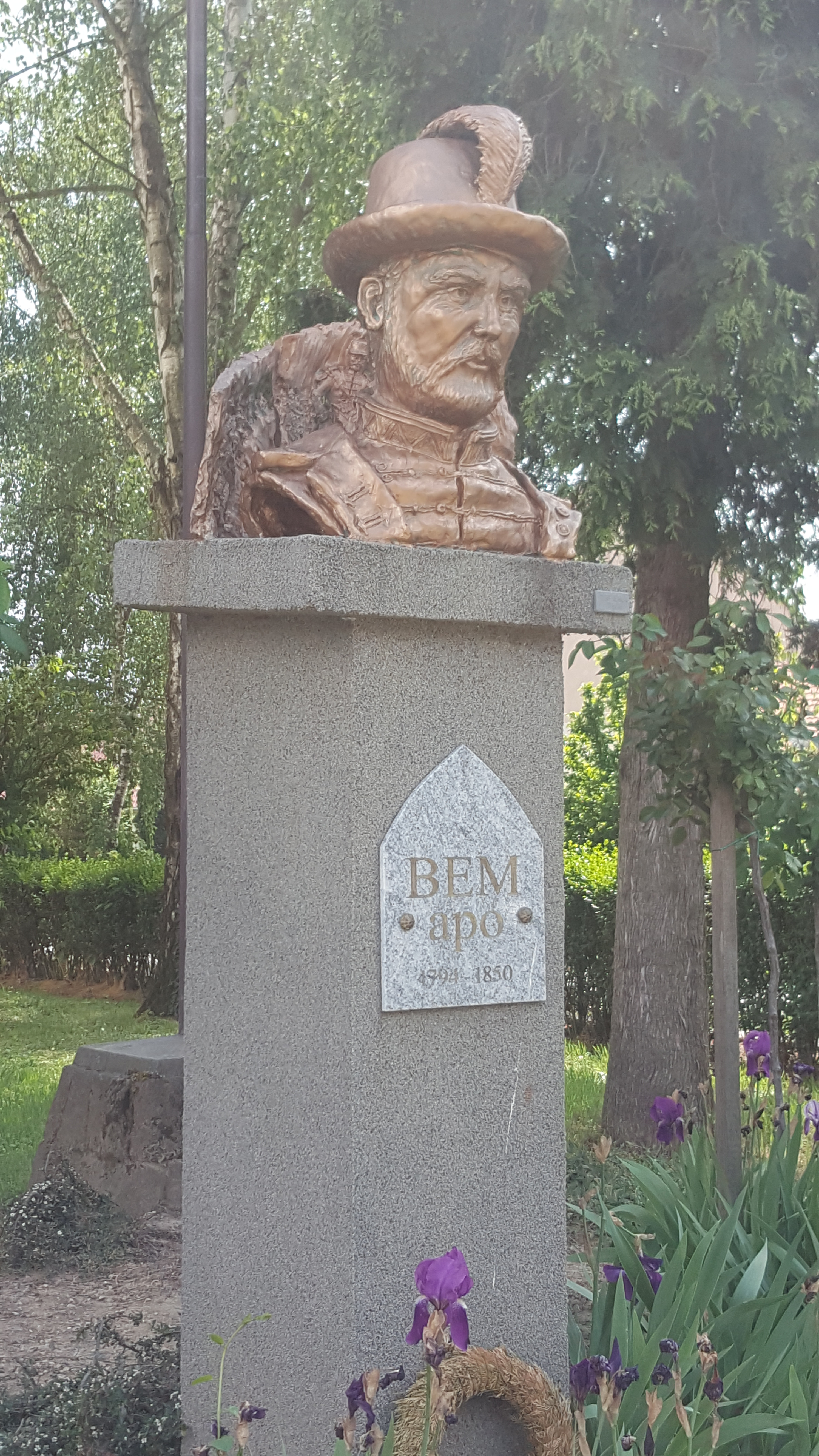
Bem József szobra Zalaszentgróton, Túri Török Tibor alkotása

## Híres emberek
- Itt született nemeskéri Kis Pál (1793–1847) pedagógus, római katolikus pap, az MTA tagja.
- Itt született Németújvári gróf Batthyány Vilmos (1870-1923) kiutasított nyitrai püspök.
- Itt született 1883. május 31-én Hamburger Jenő kommunista politikus.
- Itt született 1901. július 12-én Greiner József, álnevén Steiner Ernő, tisztviselő, újságíró, pártmunkás, lapszerkesztő.
- Itt született 1932. november 15-én Györke Sándor diplomata, nagykövet.
- Itt született 1955-ben Polgár Árpád műgyűjtő, műkereskedő, több szakmai könyv szerzője.
- Itt született 1958. július 23-án Pécsi Györgyi József Attila-díjas magyar pedagógus, könyvtáros, kritikus.[38]
- Itt született 1959. április 27-én Ódor Imre történész, levéltáros.
- Itt született 1963. július 3-án Csendes Olivér magyar színész.
- Itt született 1974. március 26-án Herczeg Miklós válogatott labdarúgó.[39]
- Itt született 1974. augusztus 8-án Szili Péter zenész, a Szentgróti dal[40] zeneszerzője.
- Itt született 1974. augusztus 20-án Máté P. Gábor magyar színész
- Itt született 1975. március 12-én Kricsár Kamill magyar színész.
- Itt született 1980. szeptember 16-án Tóth Tímea válogatott kézilabdázó.
- Zalaszentgrót első választott képviselője (1848-ban) Deák Ferenc, „a haza bölcse” volt.[41]
- Itt volt a helyi polgári fiúiskola igazgatója 1913-14-ben Mező Ferenc, sporttörténész, tanár, az 1928-as amszterdami olimpia szellemi olimpiai bajnoka.[42]
- Itt élt 1995. május 21-től és tanult Lukács Gergely Junior Prima Díjas, Batthyányi-érmes tubaművész

## A település az irodalomban
- Érintőlegesen szerepel a település Bödőcs Tibor humorista első regényében, a zalai vidéki helyszínek sokaságát felvillantó Meg se kínáltak című kötetben (a 6. fejezetben).

## Testvérváros
| - Germersheim, Németország |